# Giancarlo Bagnasco
Giancarlo Bagnasco (Stazzano, 11 febbraio 1940 – Stazzano, 1º febbraio 2025) è stato un calciatore italiano, di ruolo terzino destro.

## Carriera
Formatosi nel Genoa, esordì in campionato con la prima squadra il 17 settembre 1961, nella vittoria esterna per 1-0 contro il Bari. In quella stagione vince con i grifoni il campionato cadetto e la Coppa delle Alpi 1962, pur non giocando la finale.
La stagione seguente esordì in Serie A, giocando il 14 gennaio 1963 nel pareggio esterno dei genovesi per 1-1 contro il Bologna. Ottenuta la permanenza di serie, vinse con il suo club la Coppa dell'Amicizia italo-francese 1963. Nel campionato successivo ottiene con il Genoa l'ottavo posto in Serie A, miglior piazzamento del club genovese dal dopoguerra, primato che resterà imbattuto sino al campionato 1990-1991. In estate il Genoa vince anche la sua seconda Coppa delle Alpi, battendo in finale, che questa volta disputa, 2-0 il Catania. L'annata seguente, complice anche la morte in estate dell'allenatore Benjamín Santos, retrocede in Serie B.
Nel 1965 lascia il Genoa per giocare con i cadetti del Messina, con cui retrocederà in Serie C al termine della stagione 1967-1968.
Nella stagione 1968-1969 è in forza all'Alessandria, impegnata nel campionato di Serie C. Con i grigi nel pareggio esterno a reti bianche contro il Treviso del 15 settembre 1968. Concluderà il campionato al settimo posto finale del Girone A.
Terminata l'esperienza con gli alessandrini, Bagnasco rimane in Piemonte e scende di categoria per giocare con il Borgosesia. Con i granata ottiene il tredicesimo posto del Girone A della Serie D 1969-1970.
Chiusa dopo una sola stagione la militanza nel Borgosesia, Bagnasco militò in vari sodalizi dilettantistici piemontesi, tra cui la Novese.

## Palmarès

### Competizioni nazionali
- Campionato italiano di Serie B: 1

Genoa: 1961-1962

### Competizioni internazionali
- Coppa delle Alpi: 2

Genoa: 1962, 1964
- Coppa dell'Amicizia italo-francese: 1

Genoa: 1963